# 源懿子 (後白河天皇妃)
源 懿子（みなもと の いし/よしこ、永久4年（1116年） - 康治2年6月24日（1143年8月6日））は、後白河天皇親王時の妃、二条天皇生母。贈皇太后。父は藤原経実、母は藤原公子（藤原公実の娘）。源有仁の養女。

## 生涯
母の妹が源有仁の室であった関係で、源有仁の養女として育てられた。保延5年（1139年）の雅仁親王（のちの後白河天皇）の元服の頃、妃となったとみられる。当時、雅仁親王は13歳、懿子は24歳で、懿子の方が11歳年長であった。康治2年（1143年）6月17日、三条高倉第において守仁親王（のちの二条天皇）を産むが、疱瘡を患い、同月24日に28歳で薨去。雅仁親王は久寿2年（1155年）、守仁親王即位までの中継ぎとして即位したが、保元3年（1158年）、守仁親王に譲位。懿子は二条天皇の即位に伴い、皇太后を追贈された。